# ティースプーン
ティースプーン（英語: teaspoon）または茶さじ（ちゃさじ）は小型のスプーン。
紅茶やコーヒーなどに使用する砂糖を計ったり、混ぜるのに使われる。長い柄のティースプーンはアイスクリームやクリームソーダに用いられることもある。コーヒースプーンより大きく、テーブルスプーンより小さい。

## 単位としてのティースプーン一杯

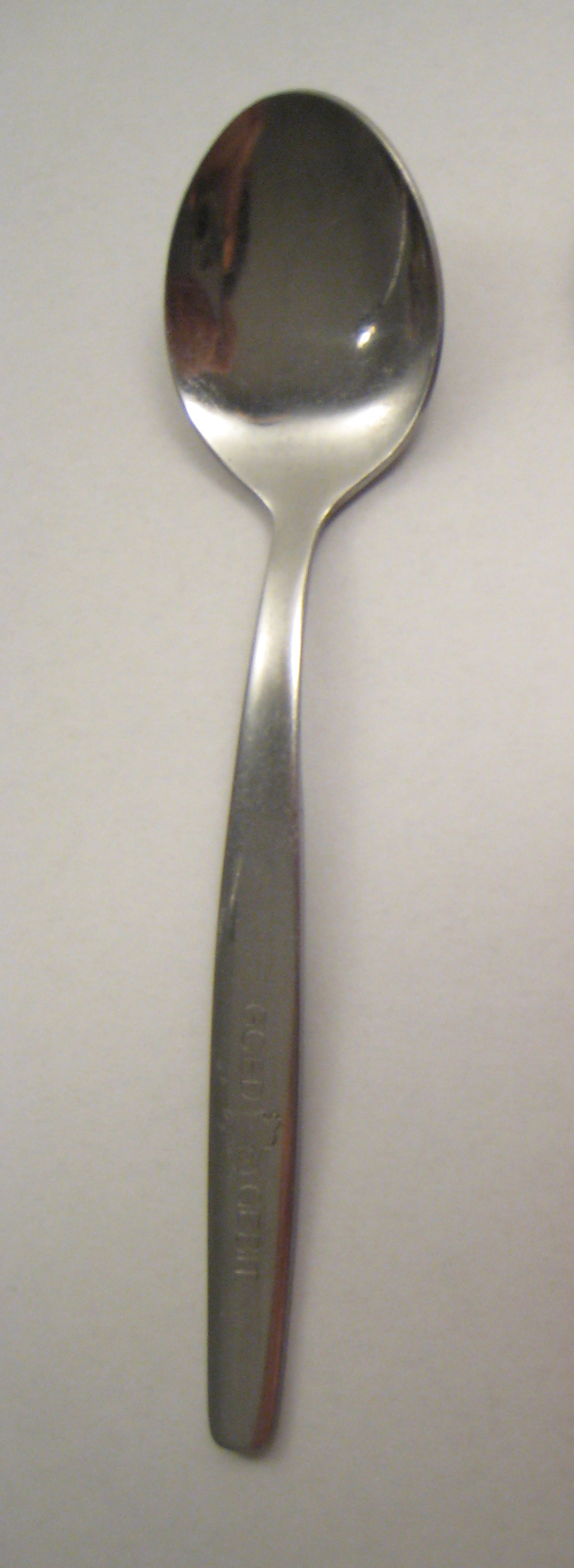
ティースプーン

幾つかの国ではティースプーンはテーブルスプーンとともに量の単位に使用されており、料理レシピや薬品処方にも使われている。この単位は英語でt.やtsp.などと略され、ドイツではTLと略される。これは大体5mlを意味しており、アメリカなどこれを法で定義している国家もある。また、インド、オーストラリア、カナダ、ニュージーランド、イギリスなどの英語圏の国家ではこのような法がある国も多い。古い定義ではアメリカで1/6米液量オンス、イギリスで1/8英液量オンスに指定されていた。
また、1テーブルスプーン単位は3ティースプーン単位とされている。なお、オーストラリアでは4ティースプーン単位が1テーブルスプーン単位とされている。
攪拌のための一般的なティースプーンはこのように厳密でなく、2.5～6ml程度である。このためこのようなティースプーンを使った調薬は気をつけて行うべきであり、調薬の間違いを避けるために、特別に5mlが計れるスプーンが販売されている。
レシピでティースプーン一杯の粉や塩、砂糖などを図る際には擦りきり一杯のことを表している。ティースプーン一杯の塩は5mlであるが、おおよそ4.75グラムになっている。英国の幾つかのレシピでは盛りさじ一杯の単位の場合もあり、ならさずに一杯すくい上げることに言及している。分量は不正確であり、2杯以上では大きく分量が異なってくる。